# جامعة لويولا ماريلاند
جامعة لويولا ماريلاند [[إنج|Loyola University Maryland]] هي جامعة خاصة للفنون الليبرالية اليسوعية في بالتيمور بولاية ماريلاند. أنشأها جون إيرلي وثمانية أعضاء آخرين في جمعية يسوع عام 1852 باعتبارها كلية لويولا في ولاية ماريلاند، وهي واحدة من 28 مؤسسة تابعة لجمعية الكليات والجامعات اليسوعية، وهي أقدم كلية يسوعية في الولايات المتحدة. وأول كلية في الولايات المتحدة تحمل اسم القديس أغناطيوس لويولا، مؤسس جمعية يسوع.
يقع الحرم الجامعي الرئيسي لويولا في بالتيمور ويتميز بالعمارة القوطية الجماعية، فضلاً عن جسر للمشاة عبر شارع تشارلز. من الناحية الأكاديمية تنقسم الجامعة إلى ثلاث مدارس: كلية لويولا للفنون والعلوم، ومدرسة لويولا للتربية، وكلية إدارة الأعمال. وهي تدير مركزًا سريريًا في ميدان بلفيدير في بالتيمور، ولديها مراكز عليا في تيمونيوم وكولومبيا بولاية ماريلاند.
يتكون الهيكل الطلابي من حوالي 4000 طالب جامعي و1900 طالب دراسات عليا، يمثلون 39 ولاية و44 دولة، و84 ٪ من الطلاب الجامعيين يقيمون في الحرم الجامعي. متوسط حجم الفصل 20 طالبا مع نسبة الطلاب إلى أعضاء هيئة التدريس من 12: 1. ما يقرب من 73 ٪ من الطلاب يتلقى شكلا من أشكال المساعدات المالية. تشمل مجموعات الحرم الجامعي رابطة طلاب أمريكا اللاتينية والإسبانية وصحيفة الكلية ذي قري هوند. وهناك أيضًا المنشور الذي يديره الطلاب عبر الإنترنت فقط ذي ريفال. يعرض هذا المنشور الرأي والتعليق والسخرية في قسمه الثالث: الحرم الجامعي والثقافة والحالية.

من بين الخريجين البارزين توم كلانسي، مؤلف كتاب ذي هنت فور رد أكتوبر، ومارك بودن، مؤلف كتاب بلاك هوك داون. تُطلق على الفرق الرياضية في لويولا لقب الكلاب السلوقية وتشتهر بفرق لاكروس للرجال والنساء ذات الترتيب الدائم. المنافس الأكبر لفريق لاكروس للرجال يقع بالقرب من جامعة جونز هوبكنز. تُعرف ألعاب لاكروس السنوية بين هاتين المؤسستين باسم «معركة تشارلز ستريت». ألوان المدرسة خضراء ورمادية.

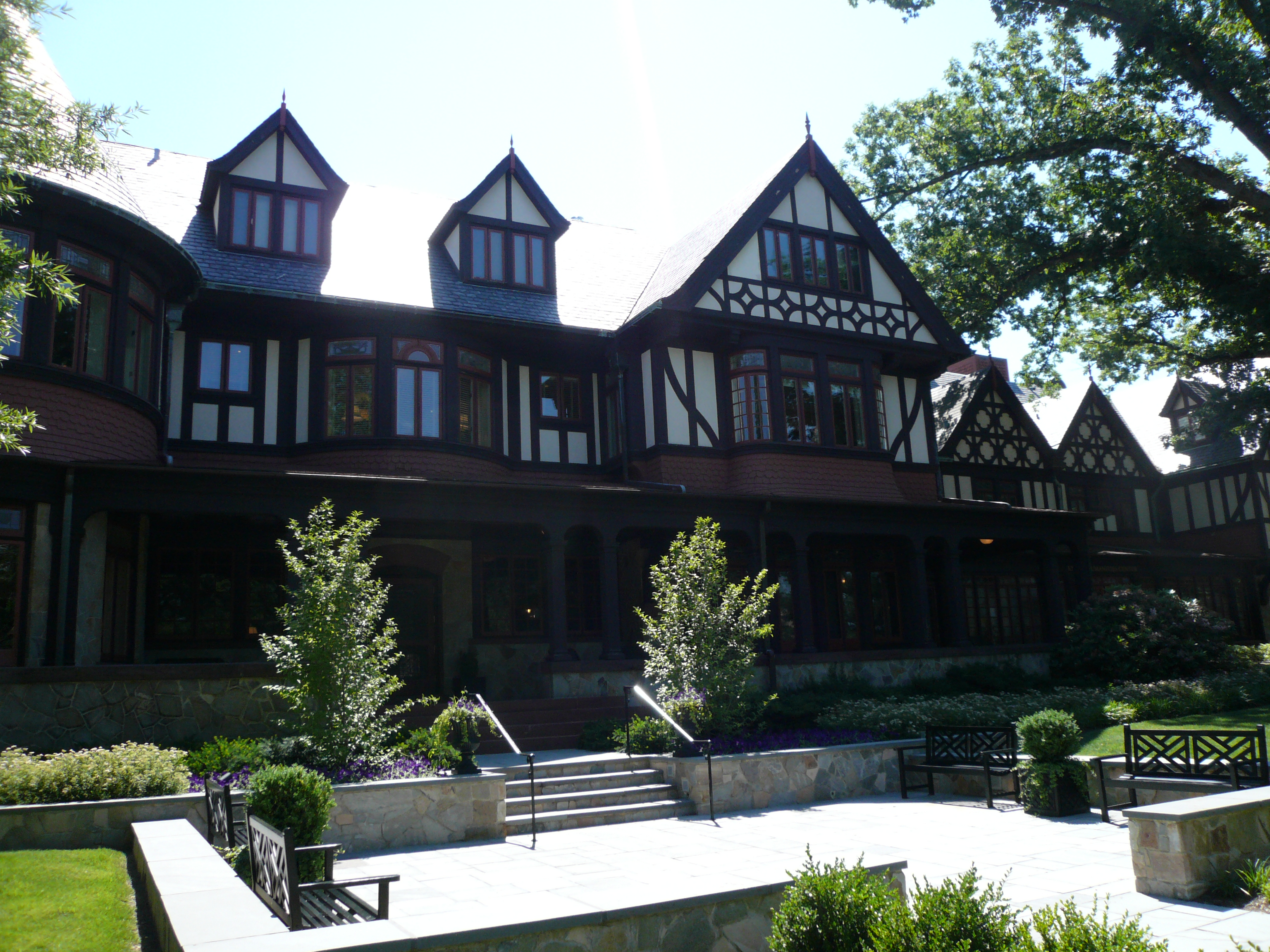
مركز العلوم الإنسانية

## أعضاء هيئة التدريس البارزون
- كيلي ديفريس، أستاذ التاريخ، هو خبير معروف في دراسات العصور الوسطى والأسلحة، وقد ظهر في مناسبات عديدة للتعليق على قناة التاريخ.[10]
- توماس ديلورينزو، أستاذ الاقتصاد، هو مدافع عن الكونفدرالية [11] وهو ناقد متحمس للحاكم السابق لماريلاند مارتن أومالي.[12]
- ديانا سكوب أستاذة العلوم السياسية في كلية لويولا بولاية ماريلاند. درست الدكتوراه من جامعة شيكاغو. تقوم بتدريس وكتابة مجموعة واسعة من القضايا في الفلسفة السياسية والفكر السياسي الأمريكي.
- روبرت ج. ويكس، أستاذ الإرشاد الرعوي؛ كاتب بارز في تقاطع الروحانية وعلم النفس؛ حاصل على ميدالية نيشان الكنيسة والبابا.

## الخريجون
لويولا لديها ما يقرب من 70,000 الخريجين الذين يعيشون في جميع أنحاء العالم. تشمل قائمة خريجي لويولا البارزين: مارك بودين، الفائز بجائزة ناشيونال بوك لعام 1999م عن بلاك هوك داون؛ توم كلانسي، مؤلف الأكثر مبيعًا في سلسلة روايات جاك ريان؛ مايكل د. غريفين، المدير السابق (مسؤول رفيع المستوى) لناسا؛ هاري ماركوبولوس، المحقق المالي الذي دق ناقوس الخطر حول مخطط بيرني مادوف بونزي ؛ جيم مكاي، مضيف سابق لإثني عشر مرة حاصل على جائزة إيمي للعالم الواسع للرياضة؛ جيري بار، الوكيل الخاص السابق المسؤول عن تفاصيل البيت الأبيض لجهاز المخابرات الأمريكية؛ وهربرت أوكونور، حاكم ولاية ماريلاند الـ 51.

## روابط خارجية
- الموقع الرسمي
- لويولا ماريلاند ألعاب القوى الموقع